# سفارة السويد في مصر
سفارة السويد في مصر هي أرفع تمثيل دبلوماسي لدولة السويد لدى مصر. تقع السفارة في وهي تهدف لتعزيز المصالح السويدية في مصر.

## وصلات خارجية
- قائمة سفارات السويد
- قائمة السفارات في مصر